# Leopold d'Estíria
Leopold el Fort (+ 1129) fou marcgravi d'Estíria de 1122 a 1129. Era fill del marcgravi Ottokar II d'Estíria i d'Elisabet d'Àustria (de la casa de Babenberg), i va succeir al seu pare quan aquest va morir. El nom del Fort li va donar l'església pel seu suport als arquebisnes de Salzburg contra l'emperador Enric V durant la querella de les Investidures.
Fou l'hereu efectiu d'Enric III, el darrer membre de la nissaga dels Eppenstein (que era cosí del seu pare), ja que va morir el 1122 deixant rics alous i la comarca de Graslupp, és a dir tota la Neumarkt i l'àrea de St Lambrecht, i Murau, fins a Caríntia; així Estíria es va estendre fins al riu Mur, el Leoben i Bruck Gösting al sud, el Mürztal amb Mariazell, i el conjunt del districte de Voitsberg. Aquest llegat va impulsar el desenvolupament del país.
Leopold va construir el palau de Traungauer, i va establir el primer mercat; va promoure la construcció del primer monestir cistercenc del país, Rein, prop de Graz, vers 1123, i va ser cofundador del monestir benedictí de Gleink.
Es va casar amb Sofia de Baviera (+1145) amb la que va tenir un fill (Ottokar) i dues filles, Elisabet i Margarida. A la seva mort el va succeir el seu fill Ottokar III d'Estíria.